# امیلی اس. دی
امیلی اس دی، مهندس زیست پزشکی آمریکایی است. او استادیار دانشگاه دلاور است.